# هینتشینا
هینتشینا (به چکی: Hynčina) یک منطقهٔ مسکونی در جمهوری چک است که در ناحیه شومپرک واقع شده‌است. هینتشینا ۲۵٫۴۵ کیلومتر مربع مساحت و ۲۰۲ نفر جمعیت دارد و ۵۴۵ متر بالاتر از سطح دریا واقع شده‌است.